# Psiloderces longipalpis
Psiloderces longipalpis är en spindelart som beskrevs av Léon Baert 1988. Psiloderces longipalpis ingår i släktet Psiloderces och familjen Ochyroceratidae.
Artens utbredningsområde är Sulawesi. Inga underarter finns listade i Catalogue of Life.